# Kanton Ossun
Der Kanton Ossun ist seit 1790 ein französischer Wahlkreis im Arrondissement Tarbes im Département Hautes-Pyrénées in der Region Okzitanien; sein Hauptort ist Ossun.

## Geschichte
Der Kanton entstand im Jahr 1790 und sein Umfang veränderte sich im Jahr 1801. Seit dieser Zeit kam es zu keinen Veränderungen. Bei der Neugliederung der Kantone in Frankreich im Jahr 2015 gehörte der Kanton Ossun zu den wenigen Gebieten, deren Bestand unverändert blieb.

## Gemeinden
Der Kanton umfasst die Wahlberechtigten aus 17 Gemeinden mit insgesamt 13.321 Einwohnern (Stand: 1. Januar 2022) auf einer Gesamtfläche von 139,66 km²:
| Gemeinde         | Einwohner 1. Januar 2022 | Fläche km² | Dichte Einw./km² | Code INSEE | Postleitzahl |
| ---------------- | ------------------------ | ---------- | ---------------- | ---------- | ------------ |
| Averan           | 86                       | 4,35       | 20               | 65052      | 65380        |
| Azereix          | 968                      | 15,20      | 64               | 65057      | 65380        |
| Barry            | 133                      | 2,54       | 52               | 65067      | 65380        |
| Bénac            | 530                      | 7,93       | 67               | 65080      | 65380        |
| Gardères         | 440                      | 15,23      | 29               | 65185      | 65320        |
| Hibarette        | 233                      | 1,53       | 152              | 65220      | 65380        |
| Juillan          | 4.019                    | 8,20       | 490              | 65235      | 65290        |
| Lamarque-Pontacq | 867                      | 10,85      | 80               | 65252      | 65380        |
| Lanne            | 604                      | 5,75       | 105              | 65257      | 65380        |
| Layrisse         | 245                      | 3,33       | 74               | 65268      | 65380        |
| Loucrup          | 256                      | 3,62       | 71               | 65281      | 65200        |
| Louey            | 1.106                    | 6,06       | 183              | 65284      | 65290        |
| Luquet           | 422                      | 8,17       | 52               | 65292      | 65320        |
| Orincles         | 361                      | 5,86       | 62               | 65339      | 65380        |
| Ossun            | 2.352                    | 27,59      | 85               | 65344      | 65380        |
| Séron            | 331                      | 9,29       | 36               | 65422      | 65320        |
| Visker           | 368                      | 4,16       | 88               | 65479      | 65200        |
| Kanton Ossun     | 13.321                   | 139,66     | 95               | 6509       | –            |

Bis zur landesweiten Neuordnung der französischen Kantone im März 2015 besaß der Kanton den INSEE-Code 6516.

## Bevölkerungsentwicklung
| Jahr          | 1962 | 1968 | 1975 | 1982 | 1990   | 1999   | 2006   | 2014   |
| Einwohner     | 7800 | 8002 | 8348 | 9830 | 10.867 | 11.313 | 12.155 | 13.011 |
| Quelle: INSEE |      |      |      |      |        |        |        |        |

## Politik
Im 1. Wahlgang am 22. März 2015 erreichte keines der sechs Kandidatenpaare die absolute Mehrheit. Bei der Stichwahl am 29. März 2015 gewann das Gespann Georges Astuguevieille/Catherine Villegas (beide DVD) gegen Emilie Favaro/Michel Ricaud (beide PRG) mit einem Stimmenanteil von 50,97 % (Wahlbeteiligung: 58,93 %).
Seit 1945 hatte der Kanton folgende Abgeordnete im Rat des Départements:
| Vertreter im conseil général (1) des Départements | Vertreter im conseil général (1) des Départements | Vertreter im conseil général (1) des Départements |
| Amtszeit                                          | Name                                              | Partei                                            |
| ------------------------------------------------- | ------------------------------------------------- | ------------------------------------------------- |
| Okt 1945 – Dez 1945                               | Jean Peyou                                        | Radikale                                          |
| 1945–1954                                         | Marcel Peyou                                      | Radikale                                          |
| 1954–1992                                         | Hubert Peyou                                      | MRP, danach MRG                                   |
| 1992–1998                                         | Pierre Châ                                        | UDF                                               |
| 1998–2015                                         | Robert Vignes                                     | PRG                                               |
| 2015–0000                                         | Georges Astuguevieille Catherine Villegas         | DVD                                               |

(1) seit 2015 Departementrat